# والتر رایزر
والتر رایزر (انگلیسی: Walter Reiser؛ زادهٔ ۲۹ دسامبر ۱۹۲۳ - درگذشته نامشخص) دوچرخه‌سوار اهل سوئیس بود.